# Festuca rothmaleri
Festuca rothmaleri är en gräsart som först beskrevs av René Verriet de Litardière, och fick sitt nu gällande namn av Markgr.-dann. Festuca rothmaleri ingår i släktet svinglar, och familjen gräs. Inga underarter finns listade i Catalogue of Life.

## Bildgalleri

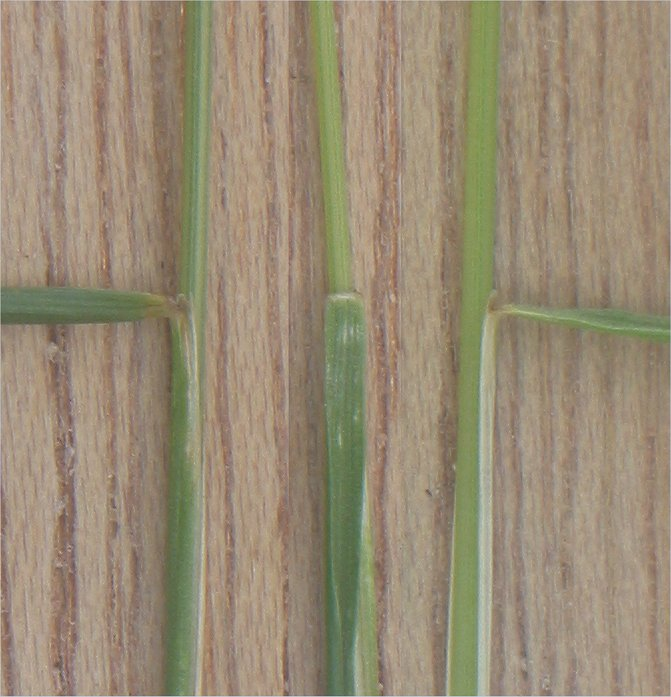
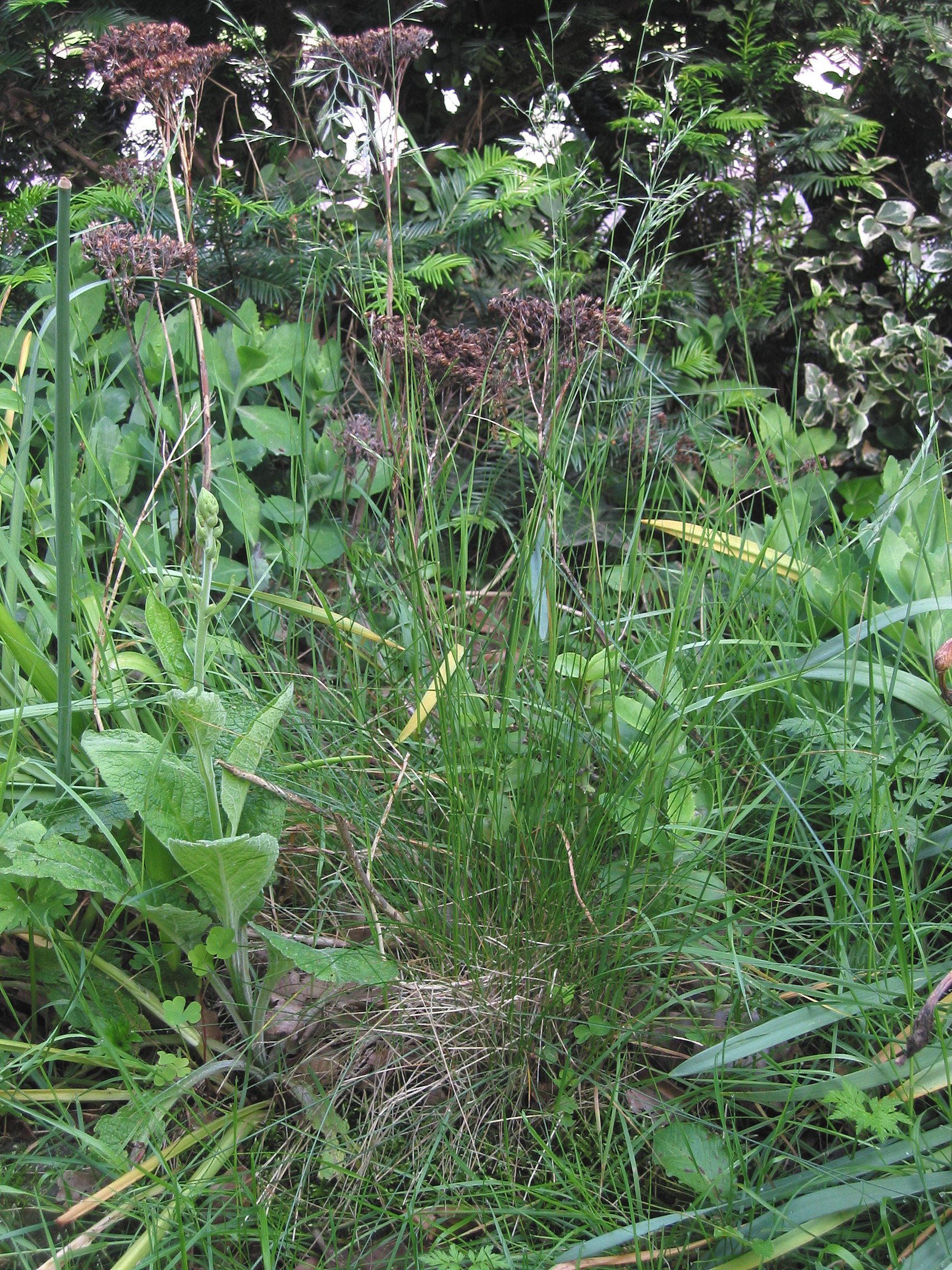
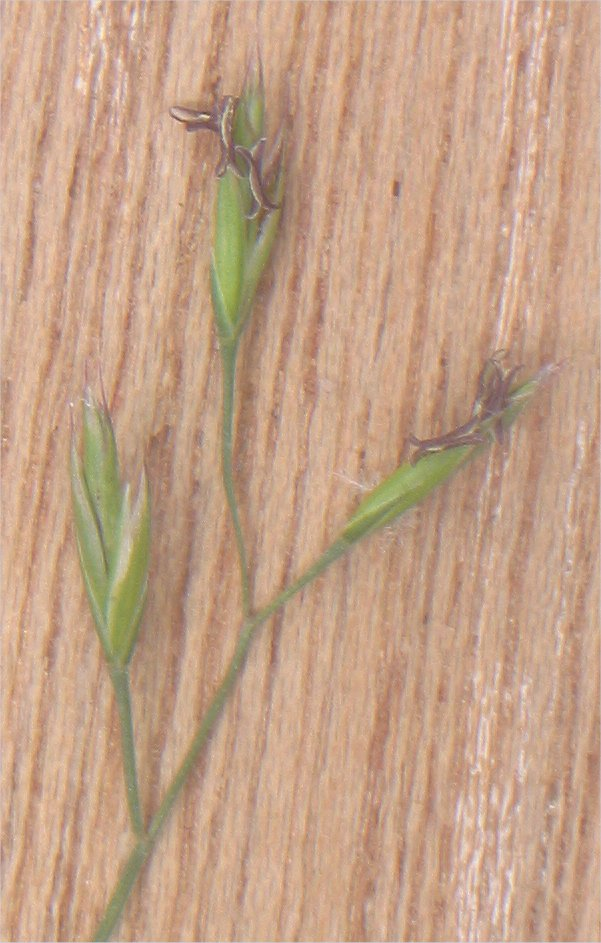